# Rudolf Kirchschläger
Rudolf Kirchschläger ([ˈʀuːdɔlf ˈkɪʁçˌʃlɛːɡɐ]ⓘ; ur. 20 marca 1915 w Niederkappel, zm. 30 marca 2000 w Wiedniu) – austriacki prawnik, polityk i dyplomata, minister spraw zagranicznych w latach 1970–1974, prezydent Austrii w latach 1974–1986.

## Życiorys
Urodził się w rodzinie robotniczej. W 1935 ukończył szkołę średnią w Horn, a w 1940 studia prawnicze na Uniwersytecie Wiedeńskim. Studia finansował dzięki stypendium i podejmowanym pracom zarobkowym. Po aneksji Austrii nie przystąpił do partii nazistowskiej. W trakcie II wojny światowej był żołnierzem Wehrmachtu, ranny na froncie w trakcie działań zbrojnych.
W 1947 pojął praktykę orzeczniczą jako sędzia, pracował w tym zawodzie do 1954. Przeszedł następnie do dyplomacji jako urzędnik resortu spraw zagranicznych. Był ekspertem w departamencie prawa międzynarodowego, od 1963 szefem gabinetu ministra, a w latach 1967–1970 ambasadorem Austrii w Czechosłowacji (w tym w trakcie wydarzeń Praskiej Wiosny). W kwietniu 1970 nowo mianowany kanclerz Bruno Kreisky powierzył mu funkcję ministra spraw zagranicznych, którą pełnił do lipca 1974.
W 1974 zwyciężył w wyborach prezydenckich jako kandydat Socjalistycznej Partii Austrii, otrzymał w pierwszej turze 57,7% głosów. W 1980 z powodzeniem ubiegał się o reelekcję z dodatkowym poparciem Austriackiej Partii Ludowej, uzyskał wówczas 79,9% głosów w pierwszej turze. Urząd prezydenta objął 8 lipca 1974, zakończył urzędowanie 8 lipca 1986. Był pierwszym po II wojnie światowej prezydentem Austrii, który pełnił urząd do końca kadencji – czterej jego poprzednicy (Karl Renner, Theodor Körner, Adolf Schärf i Franz Jonas) zmarli w trakcie swoich prezydentur.
W 1986 Uniwersytet Marii Curie-Skłodowskiej przyznał mu tytuł doktora honoris causa.
Był żonaty z Hermą Kirchschläger, miał córkę i syna. Pochowany w krypcie prezydenckiej na Cmentarzu Centralnym w Wiedniu.

## Odznaczenia
- Wielka Gwiazda Odznaki Honorowej za Zasługi dla Republiki Austrii (ex officio, 1974)[7]
- Order Zasługi Republiki Włoskiej I klasy (Włochy, 1971)[8]
- Order Domowy Nassauski Lwa Złotego (Holandia, 1975)[9]